# Guenter Roese

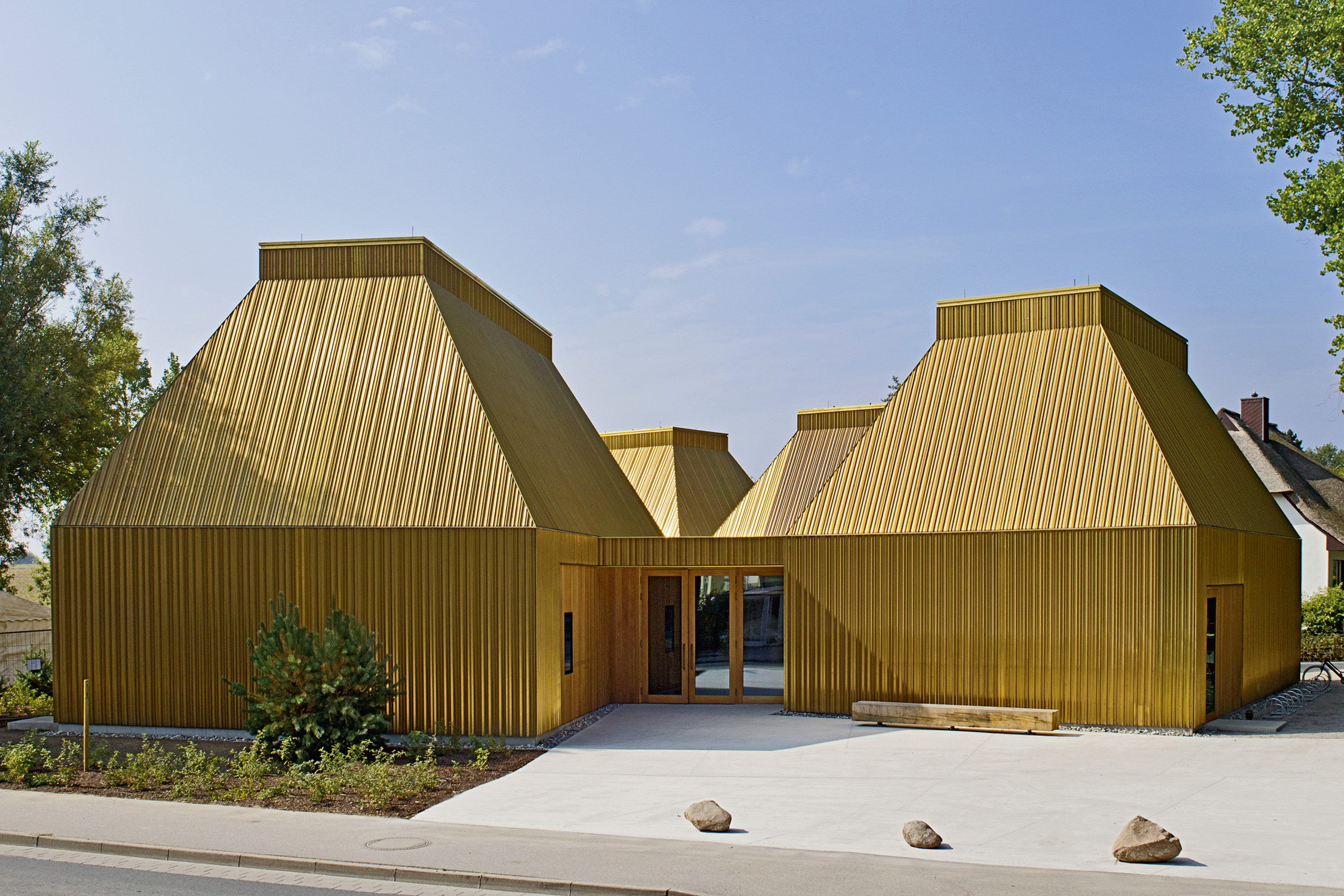
Das Kunstmuseum Ahrenshoop

Guenter Roese (* 31. August 1935 in Berlin als Günter Lothar Friedrich Röse; † 15. Oktober 2015 in Neapel) war ein deutscher Verleger und Kunstmäzen.
Roese war langjährig in leitenden Funktionen der IBM Deutschland tätig. Zudem engagierte er sich als Verleger mit seinem 1995 gegründeten MCM ART Verlag  im Bereich der Kunst und Kultur mit Sitz in Berlin und in Wieck a. Darß. Er hatte zahlreiche Ehrenämter inne. Er war Initiator der Ahrenshooper Kunstauktion.
Aus einer Idee von Guenter Roese entstand im Jahr 2005 die Initiative, in der Künstlerkolonie Ahrenshoop auf der Halbinsel Fischland-Darß-Zingst an der Ostsee das Kunstmuseum Ahrenshoop zu errichten. Roese war Gründungsvorstand sowie Geschäftsführender Vorstand der 2008 gegründeten Stiftung Kunstmuseum Ahrenshoop. Das Museum nach einem Entwurf von Volker Staab konnte 2013 eröffnet werden.

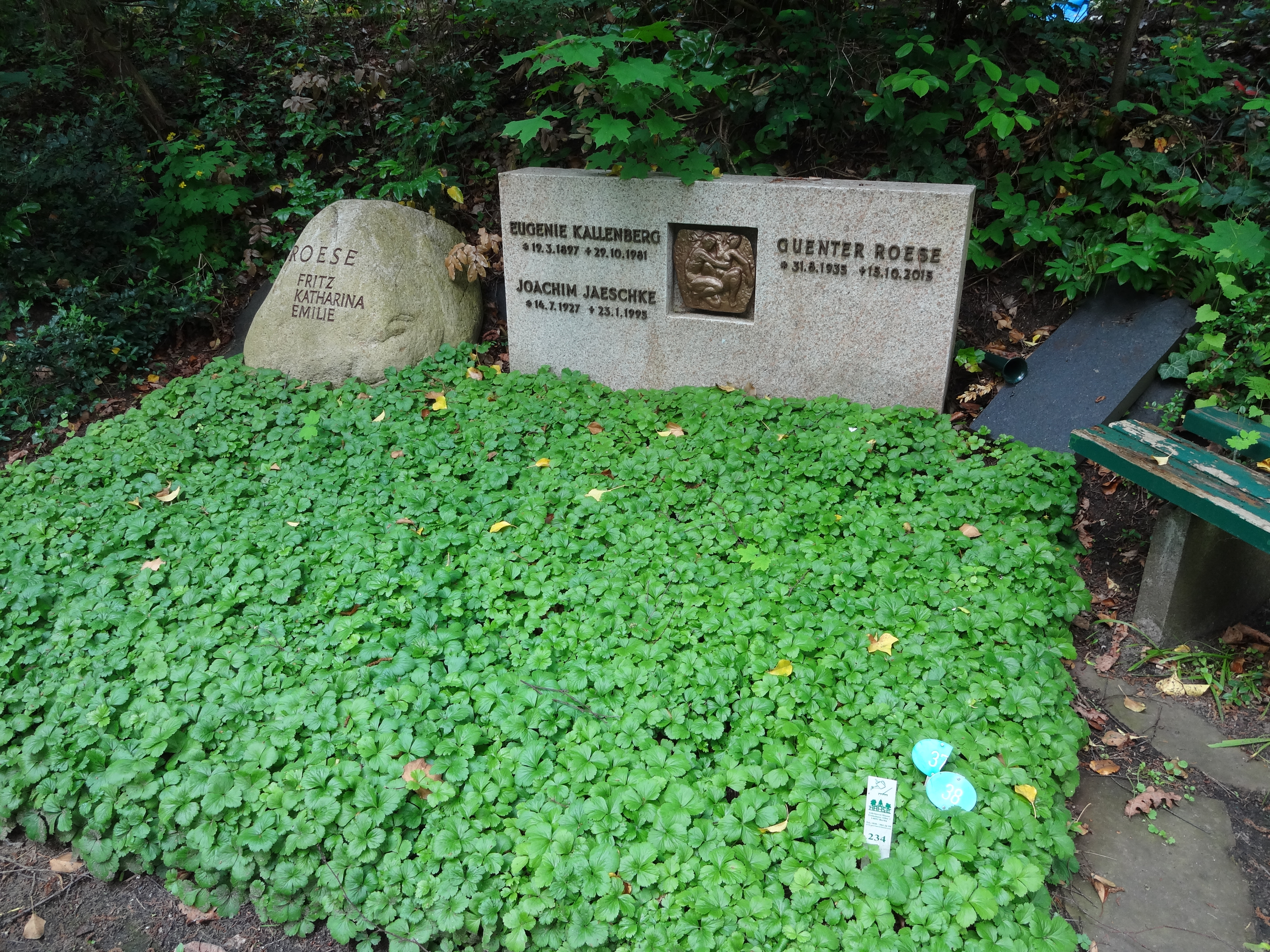
Grab von Guenter Roese auf dem Friedhof Heerstraße in Berlin-Westend

Guenter Roese starb während eines Italien-Urlaubs am 15. Oktober 2015 nach kurzer, schwerer Krankheit im Alter von 80 Jahren in Neapel. Die Beisetzung fand am 20. November 2015 auf dem landeseigenen Friedhof Heerstraße in Berlin-Westend statt.

## Schriften
- mit Heinz Schönemann (Hrsg.): Edmund Kesting – Im Licht des Nordens – Bilder vom Meeressaum und Küstenland. (anläßlich der Ausstellung: Edmund Kesting – Im Licht des Nordens – Bilder vom Meeressaum und Küstenland im Kunstkaten Ahrenshoop, vom 18. Mai – 7. Juli 2003) MCM-Art, Berlin 2003, ISBN 3-9807734-2-6.
- (Hrsg.): Wolfgang Peuker. Malerei und Zeichnung. Das Bild als Welttheater. (Katalog). MCM-Art, Berlin 2004, ISBN 3-9807734-7-7.
- mit Ruth Negendanck (Hrsg.): Paul Müller-Kaempff. Linie und Landschaft – Werkstatt Natur. Zeichnungen und ausgewählte Bilder vom Fischland und Darss. MCM-Art, Berlin 2005, ISBN 3-9809969-2-1.